# Сараево
Вижте пояснителната страница за други значения на Сараево.
Сараево (на босненски и на хърватски: Sarajevo; на сръбски: Сарајево) е столицата на Босна и Херцеговина и най-големият град в страната. В днешни дни градът е център на метрополен регион населяван от 555 210 души. През 1991 г. в Сараево са живели 429 672 души. Основан е през 1461, когато територията му е подвластна на Османската империя. В Сараево на 28 юни 1914 г. е убит ерцхерцог Франц Фердинанд, което става повод за избухването на Първата световна война. Там се провеждат и зимните олимпийски игри през 1984. Градът е обсаден по време на войните през 90-те години на XX век. През града тече река Миляцка.

## История
В началото на XV век на кръстопътя на римските пътища, където са живели хора още от каменната ера, възниква град Сараево. Градът е основан по времето на нашествието на османците на Балканите. Смята се, че основателят на Сараево е Ицхак бей Ицхакович. Той построява първата джамия, мост и няколко други обществени османски сгради.
Интензивното развитие на занаятчийството и търговията бързо превръщат Сараево от малко село в богат и добре развит град. Още през XVI век Сараево е един от най-богатите градове в Румелия. Тук османската власт построява много масивни сгради и други съоръжения, които днес представляват отлични образци на османската архитектура от това време. Именно по това време Гази Хюсрев бей отваря и медресе – училище при джамия, което обаче няма нищо общо с университетските университети.
Още от времето на своето създаване Сараево е космополитен град. В града се заселват изгонените шпаньолски евреи, които построяват своя синагога, изграждат се и православни църкви, а също и католически катедрали. Подобно на малко градове в Европа, Сараево побира в себе си всички четири световни религии, култури и цивилизации. Вековното съжителство на тези различни религии и култури довежда до сътворяването на една нова култура и цивилизация, която е издържала на всички исторически превратности.
С установяването на австро-унгарската власт над Босна и Херцеговина дотогавашният предимно ориенталски град Сараево в края на XIX век влиза в Западна Европа.
Това е време на бързи промени, на навлизането на западноевропейските култура, икономика и обичаи. В Сараево се изграждат модерни фабрики, отварят се училища по западноевропейски образец, градът се обогатява със западноевропейска култура и архитектура, открива се Земалския музей, една от най-големите културни институции на Балканите.
След Първата световна война, която започва именно от Сараево след убийството на австро-унгарския престолонаследник Франц Фердинанд, градът е обхванат от стагнация и изостава в развитието си.
След Втората световна война в Сараево се развиват промишлеността, икономиката, културата и много други обществени институции, които превръщат града в най-голям град на Босна и Херцеговина. В този период се основават и Сараевският университет, операта, много от музеите и галериите, научните институти и други. Населението на града достига над 400 хил. жители. Сараево става град домакин на XIV зимни олимпийски игри, които се провеждат с голям успех през 1984 година.
Обществените и политическите промени на Балканите след 1991 година довеждат до кръвопролитна гражданска война, която води до създаване на независима и суверенна държава Босна и Херцеговина, чиято столица е съвременният град Сараево.

## Население
| Година | Население |
| ------ | --------- |
| 1660   | 80 000    |
| 1851   | 21 102    |
| 1885   | 26 377    |
| 1895   | 37 713    |
| 1910   | 51 919    |
| 1921   | 66 317    |
| 1931   | 78 173    |
| 1953   | 135 657   |
| 1961   | 213 092   |
| 1971   | 359 448   |
| 1981   | 379 608   |
| 1991   | 454 319   |
| 2013   | 393 985   |
| 2019   | 419 957   |

## Градове партньори
Сараево е партньор с:

| Град          | Страна         | Знаме |
| ------------- | -------------- | ----- |
| Тирана        | Албания        |       |
| Тлемсен       | Алжир          |       |
| Баку          | Азербейджан    |       |
| Загреб        | Хърватия       |       |
| Тиендзин      | Китай          |       |
| Фридрихсхафен | Германия       |       |
| Магдебург     | Германия       |       |
| Волфсбург     | Германия       |       |
| Дейтън        | САЩ            |       |
| Сер Шевалие   | Франция        |       |
| Ковънтри      | Великобритания |       |
| Ферара        | Италия         |       |
| Неапол        | Италия         |       |
| Прато         | Италия         |       |
| Венеция       | Италия         |       |
| Калгари       | Канада         |       |
| Кувейт        | Кувейт         |       |
| Триполи       | Либия          |       |
| Инсбрук       | Австрия        |       |
| Стокхолм      | Швеция         |       |
| Барселона     | Испания        |       |
| Анкара        | Турция         |       |
| Бурса         | Турция         |       |
| Истанбул      | Турция         |       |
| Будапеща      | Унгария        |       |

## Известни личности
Родени в Сараево
- Любиша Беара (1939 – 2017), офицер
- Джемал Берберович (р. 1981), футболист
- Раде Богданович (р. 1970), футболист
- Горан Брегович (р. 1950), музикант
- Далибор Брозович (1927 – 2009), езиковед
- Ненад Величкович (р. 1962), писател
- Анел Джака (р. 1980), футболист
- Един Джеко (р. 1986), футболист
- Ясна Диклич (р. 1946), актриса
- Дара Драгишич (1921 – 1944), партизанка
- Ясмила Жбанич (р. 1974), режисьорка
- Денис Звиздич (р. 1964), политик
- Бакир Изетбегович (р. 1956), политик
- Миленко Йергович (р. 1966), писател
- Момо Капор (1937 – 2010), писател
- Станко Караман (1889 – 1959), биолог
- Адемир Кенович (р. 1950), режисьор
- Емир Кустурица (р. 1954), режисьор
- Йосип Ости (р. 1945), поет
- Елиезер Папо (1785 – 1828), равин
- Владимир Петкович (р. 1963), футболист
- Владимир Прелог (1906 – 1998), химик
- Александар Ристич (р. 1944), футболист
- Семка Соколович-Берток (1935 – 2008), актриса
- Марио Станич (р. 1972), футболист
- Борис Тадич (р. 1958), сръбски политик
- Бранко Цървенковски (р. 1962), северномакедонски политик
- Неделко Чабринович (1895 – 1916), терорист
- Саша Чаджо (р. 1989), баскетболистка
- Войслав Шешел (р. 1954), сръбски политик
- Михайло Шушкалович (1861 – 1931), политик
- Семир Щилич (р. 1987), футболист
- Петър Иванов, български революционер от ВМОРО, четник на Петър Ангелов[4]

Починали в Сараево
- Йевто Дедиер (1880 – 1918), географ
- Алия Изетбегович (1925 – 2003), политик
- Заим Имамович (1920 – 1994), певец
- Сафет Исович (1936 – 2007), певец
- Мухамед Мехмедбашич (1886 – 1943), терорист
- Детко Петров (1936 – 1990), писател
- Цветко Попович (1896 – 1980), терорист
- Исак Самоковлия (1889 – 1955), писател
- Франц Фердинанд (1863 – 1914), ерцхерцог на Австрия
- София Хотек (1868 – 1914), чешка графиня
- Мирослав Хубмайер (1851 – 1910), словенски революционер
- Смилян Франьо Чекада (1902 – 1976), духовник

## Галерия
- Латинският мост, една от забележителностите на града
- Султанската джамия
- Сараевската синагога
- Ландшафтът на Сараево
- Националният театър
- Националният музей
- Президентството на Босна и Херцеговина

## Топографски карти
- Лист от карта K-34-I. Мащаб: 1 : 200 000. Указать дату выпуска/состояния местности.